# Coleslaw

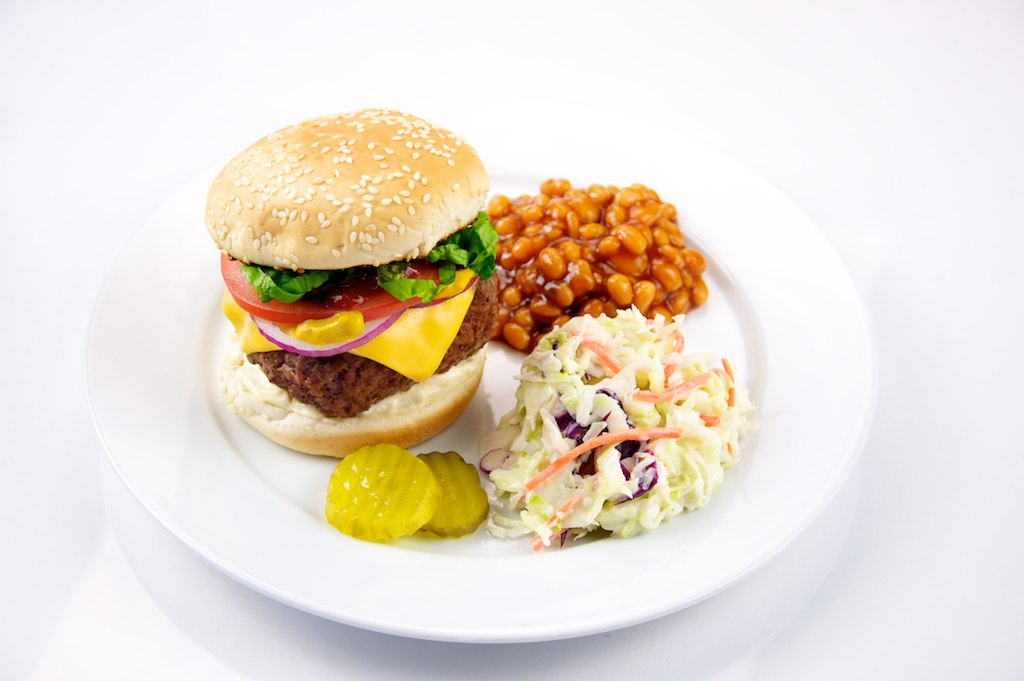
Een cheeseburger met witte bonen in tomatensaus en coleslaw

Coleslaw of cole slaw (koolsalade) is een groentensalade die wordt gegeten als bijgerecht of broodbeleg. Coleslaw bestaat uit fijngesnipperde, rauwe wittekool met een dressing van mayonaise of vinaigrette. Behalve kool bevat coleslaw soms nog andere groenten. 
Coleslaw is afkomstig uit de keukens van Centraal-Europa, zoals de Poolse en de Duitse keuken. In de 18e eeuw vond de bereiding via Nederland – coleslaw is afkomstig van koolsla – zijn weg naar de Nieuwe Wereld. In de Verenigde Staten is coleslaw sindsdien een populair bijgerecht geworden.
Een meer recente variant is broccoli slaw gemaakt van de stam van een broccoli. 